# Галісійське королівство
Галісійське королівство  (ісп. Reino de Galicia) — феодальна держава на Піренейському півострові, що утворилася на початку IX століття після розподілу держави Альфонсо III, короля Астурії та Галісії. Протягом своєї історії Галісія декілька разів приєднували до Леонського королівства, відтак до Кастильського королівтва. Утім, з огляду на традицію, виділялася як самостійне володіння молодших синів королів Леону (згодом Кастилії). Остаточно приєднано до Кастильського королівства в 1300 році.

## Історія
Назва походить від давнього лузітанського племені каллаїків, яке було підкорено давніми римлянами у 130-х роках до н. е., територія яких увійшла до провінції Лузітанія. Під час реформ імператора Діоклетіана утворилася провінція Галеція. Вона існувала до V ст. , коли на Піренейський півострів вдерлися германські племена свевів та вестготів. Тривалий час Галеція було важливою частиною Свевської держави.
Після занепаду останньої у 580-х роках територію було підкорено Вестготським королівством. Внаслідок реформи вестготи утворили на цій території провінцію Галецію, якою керував дукс (правитель або намісник). Своєрідною легальною основою для утворення королівства стало самостійне правління Вітіци у 698—701 роках, що був співволодарем свого батька Егіки, вестготського короля. Титул Вітіци незрозумілий: в одних джерелах він виступає як король Свевії, в інших — дукс (король) Галеції. Його столицею було м. Туй.
Слідом за поразками вестготів від військ арабів у 710-720-х роках територію Галеції було приєднано до Арабського халіфату. З 740-х років відвоювання земель Галеції розпочав Альфонсо I, король Астурії. Боротьба за Галецію (назва з часом змінилася на Галісію) тривала протягом правлінь королів Фруели I, Ауреліо, Сіло, Альфонсо II. Водночас у середині VIII ст. Галісія зазнала нападів норманів. У 770-х роках розпочався місцевий рух знаті, спрямований на здобуття незалежності Галісії, проте його було придушено.
Значному піднесенню цих територій сприяло оголошення про знайдення у 814 році рештків Святого Якова, одного з апостолів Ісуса Христа. Його гробницю споруджено у м. Компостела, що з часом перейменовано в Сантьяго-де-Компостела. Воно стало спочатку загальнопіренейським містом для прочан, а згодом загальноєвропейським святим містом, що сприяло економічному та політичному піднесенню області. Остаточно Галісію було звільнено у 825 році.
З 840-х років нової потуги набула галісійська знать, яка активно втручалася в діяльність королівства, яке перетворилося на Астуро-Галісію. Галісія стала важливою базою в наступі на південний захід Піренеїв. Утім, у 870-880-х роках прикордоння Галісії все ще потерпало від боротьби між християнами й мусульманами.
У 910 році внаслідок розподілу держави Альфонсо III утворилося самостійне Галісійське королівство, яке очолив син останнього Ордоньйо II. Протягом наступного сторіччя королівство Галісія час від часу приєднувалося до Леону. Галісійська знать постійно перебувала в опозиції до королівської влади. У 984 році за Бермудо II Галісію було приєднано до Леонського королівства. З цього моменту Галісія тривалий час не могла здобути самостійності.
У 1065 році при розподілі королівства Фернандо I Галісія стала леном його сина Гарсії. За його правління Галісія набула найбільшої могутності, приєднавши до своїх володінь Португалію. З 1073 року Галісія знову увійшла до складу королівства Кастилія і Леон.
Водночас галісійська мова з цього часу стає літературною мовою Піренеїв, склала основу майбутніх португальської і кастильської мов. Це сприяло збереженню самостійності Галісії. У 1296 році інфант Хуан при підтримці місцевої знаті став королем Леону, Галісії та Севільї. Самостійність Галісії тривала до 1300 року, коли вона остаточно приєдналася до Кастильського королівства. Надалі місцева знать постійно брала участь в інтригах, але не змогла здобути незалежності.